# 조지 피콕
조지 피콕(영어: George Peacock, 1791~1858)은 잉글랜드의 수학자이다.

## 생애
1791년 4월 9일 영국 더럼주 덴턴(영어: Denton)의 손턴 저택(영어: Thornton Hall)에서 태어났다. 아버지 토머스 피콕(영어: Thomas Peacock)은 잉글랜드 성공회의 사제였다.
1809년 케임브리지 대학교 트리니티 칼리지에 입학하였고, 1812년에 수학 전교 2등(영어: Second Wrangler)을 수상하였다. (전교 1등(영어: Senior Wrangler)은 존 허셜이었다.) 이후 7년 동안 매년 200 파운드가 지급되는 장학금을 대학에서 수상하였으며, 장학금의 지급 조건을 충족하기 위하여 1819년에 잉글랜드 성공회 부제가 되었고, 1922년에 사제가 되었다.
피콕은 장학금 지급 이듬해부터 케임브리지 대학교에서 강의하기 시작하였다. 1830년에 《대수학》(영어: Treatise on Algebra)을 출판하였는데, 이 책은 에우클레이데스의 원론이 기하학의 기반을 다진 것처럼 대수학을 체계적으로 정리하는 것을 목표로 하였다. 1837년에 케임브리지 대학교의 라운즈 천문학 석좌 교수(영어: Lowndean Professor of Astronomy)가 되었다. 1818년 1월에 왕립 학회의 회원이 되었다.
프랜시스 엘리자베스 셀윈(영어: Frances Elizabeth Selwyn, 1815~1903)과 결혼하였으나, 자녀를 두지 않았다. 1828년 11월 8일 런던에서 사망하였다. 부인 프랜시스는 피콕의 사후에 피콕의 제자인 윌리엄 헵워스 톰프슨(영어: William Hepworth Thompson, 1810~1886)과 재혼하였다.